# Hidrogénmézer
A hidrogénmézer egy jól kidolgozott, kereskedelemben kapható, szabványos frekvenciát előállító készülék. A mézer egy angol betűszó, maser = microwave amplification by stimulated emission of radiation, melynek körülbelüli jelentése: ’sugárzással gerjesztett mikrohullámú erősítés’. A mézer a hidrogénatom rezonanciafrekvenciáján működik, melynek értéke 1 420 405 752 Hz.

## Működése
Működése során hidrogéngázt bocsátanak keresztül egy mágneses téren, amely csak bizonyos energia-állapotú hidrogénatomokat enged át. Az áthaladó atomok egy nagyjából 21 cm átmérőjű, belül teflonnal bevont gömb alakú térbe jutnak, amit egy rezonanciára hangolt kamra vesz körül. A gömbbe kerülve néhány atom alacsonyabb energiaszintre kerül, és eközben mikrohullámú fotont bocsát ki. Ezek a fotonok más atomokat is arra késztetnek, hogy alacsonyabb energiaszintre kerüljenek, és ez újabb fotonkibocsátással jár. Ilyen módon egy önmagát fenntartó mikrohullámú tér jön létre. A gömböt körülvevő, rezonanciára hangolt kamra szerepe az, hogy visszaveri a fotonokat a gömb irányába, így segít fenntartani a létrejött rezgést. Az eredmény egy mikrohullámú jel, ami a hidrogénatom rezonanciafrekvenciájára hangolódik. A rezgés mindaddig fennmarad, amíg új hidrogénatomok kerülnek a rendszerbe. A jelet egy kvarcoszcillátorra vezetik, amely a berendezésből kimenő jelet állítja elő.
A hidrogén rezonanciafrekvenciája sokkal alacsonyabb, mint a céziumé, de a rezonancia sávszélessége mindössze néhány hertz. A Q jósági tényező értéke 109 körül van, ami egy nagyságrenddel jobb, mint a kereskedelemben kapható céziummal működő berendezéseké. A néhány napra vonatkozó rövid távú stabilitása jellemzően 10−12, ami 1 nap után még 10−15 értékre javul. Néhány napos vagy hetes üzem után azonban a hidrogénmézer stabilitása csökken a céziummal működő oszcillátorhoz viszonyítva. A romló stabilitást a kamra rezonanciájának megváltozása okozza.

## Kapcsolódó szócikk
- atomóra
- mézer